# داستین پویریه
داستین پویریه (انگلیسی: Dustin Poirier؛ زادهٔ ۱۹ ژانویهٔ ۱۹۸۹) ورزشکار هنرهای رزمی ترکیبی سابق اهل ایالات متحده آمریکا بود. وی از سال ۲۰۰۹ میلادی تا ژوئیه سال ۲۰۲۵، در این مسابقات فعالیت می‌کرد. او در دسته سبک وزنِ سازمان یواف‌سی فعالیت می‌کرد.
او یکی از محبوب‌ترین سبک‌وزن‌های تمام دوران محسوب می‌شود. پویریه همچنین سه بار برای قهرمانی سبک وزن یواف‌سی و دو بار برای عنوان بی‌ام‌اف به چالش کشیده شد، ولی هیچوقت موفق نشد کمربندهای قهرمانی اصلی را بدست بیاورد.